# بوب لايتون
بوب لايتون (بالإنجليزية: Bob Layton)‏ هو فنان قصص مصورة أمريكي، ولد في 25 سبتمبر 1953 في إنديانا في الولايات المتحدة.

## وصلات خارجية
- الموقع الرسمي
- بوب لايتون على موقع IMDb (الإنجليزية)
- بوب لايتون على موقع قاعدة بيانات الفيلم (الإنجليزية)